# Uli Keuler

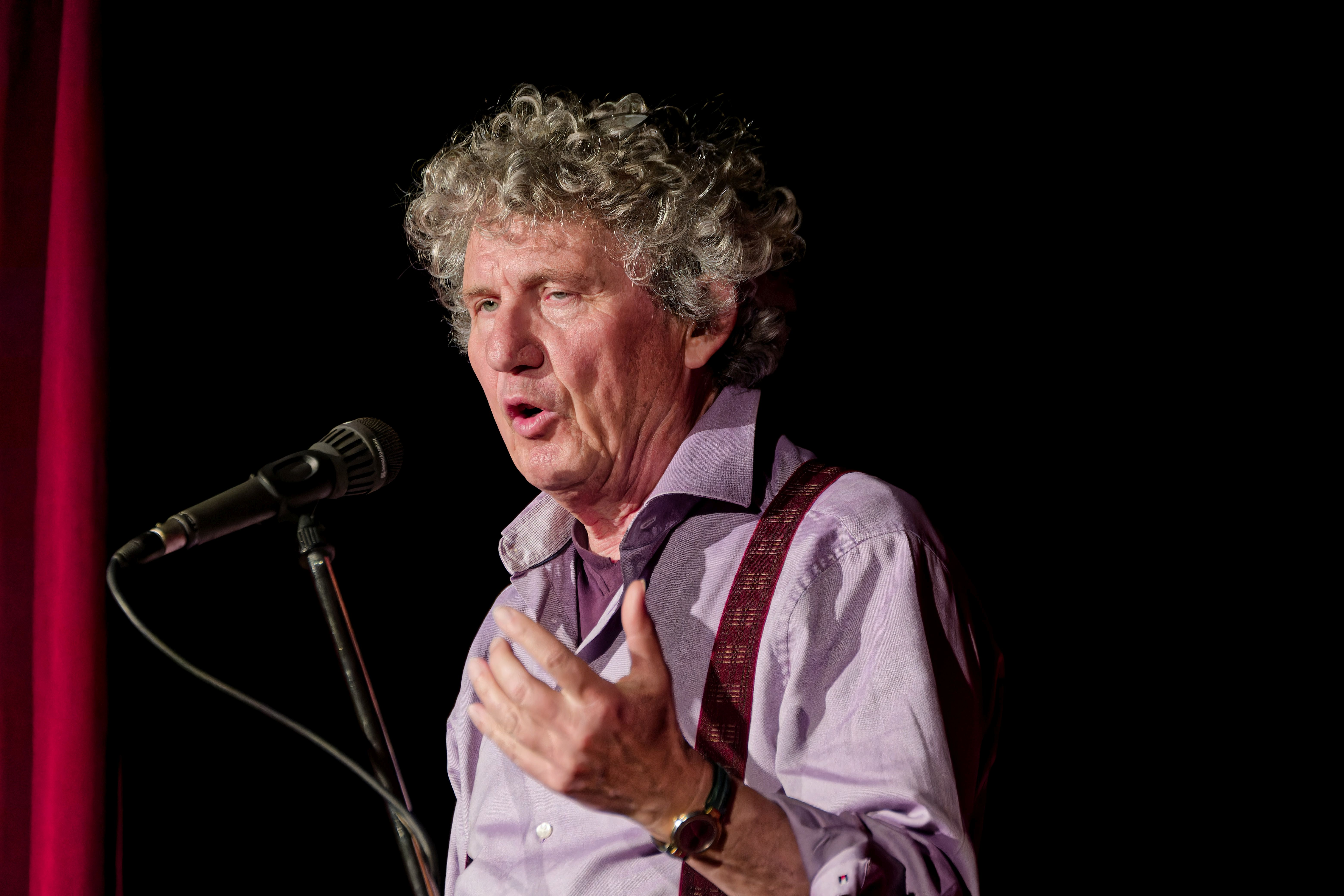
Uli Keuler (2024)

Ulrich „Uli“ Keuler (* 3. Dezember 1952 in Kirchheim unter Teck) ist ein deutscher Kabarettist, Satiriker und Autor von Rundfunk-Sketchen und Mundarthörspielen.

## Werdegang
Keuler wuchs in Wendlingen am Neckar auf. Er studierte Rhetorik, Germanistik und empirische Kulturwissenschaft in Tübingen und verfasste eine Dissertation über Häberle und Pfleiderer bei Walter Jens. Nach ersten Bühnenerfahrungen als Zauberkünstler, trat er ab 1973 – überwiegend in Baden-Württemberg – als Komiker und Kabarettist auf.
Steht Keuler nicht auf der Bühne, verbringt er sehr zurückgezogen in der Nähe von Tübingen und am Bodensee seine Zeit mit Schreiben, Lesen und Wandern.

## Auftritte
Keuler tritt fast nur in schwäbischsprachigen Gegenden auf, da er überwiegend diese Menschen karikiert. Viele Szenen seiner erdachten Figuren spielt er über Jahre hinweg, wobei er vordergründig Klischees auf der Bühne benutzt, die er selbst verkörpert, mit denen er spielt und jongliert. Er tritt stets solo auf. Auf der Bühne stehen das Mikrofon und ein Stuhl. Weitere Requisiten werden nicht eingesetzt.
„Der Witz“
In den meisten seiner Auftritte wird als letzte Zugabe „nur noch“ folgender im Laufe der Jahre wenig abgewandelter Witz erzählt (hochdeutsche Übersetzung, erzählt wird auf Schwäbisch):

„Geht ein Mann durch den Wald. Plötzlich springt einer mit der Pistole vor ihn hin und ruft: ‚Geld oder Leben!‘ Jetzt hat der kein Geld dabeigehabt! Sagt der andere: ‚Na gut, dann gibst du mir halt deine Armbanduhr!‘ Jetzt hat der auch keine Armbanduhr dabeigehabt! Da springt ihm der mit der Pistole auf den Rücken und ruft: ‚Dann trag mich halt ein Stückchen!‘“

Das lustige Element liegt dabei nicht im eher mäßigen Witz selbst, sondern darin, wie er erzählt wird. Von der Wirkung zunächst vorgeblich enttäuscht, erzählt Keuler ihn wieder und wieder, als habe das Publikum ihn nur noch nicht richtig verstanden, setzt zu unterschiedlichen Erklärungen an und bringt durch penetrante Wiederholung der immergleichen Textpassagen die Säle zum Kochen, bis der Witz abschließend in eine überraschende andere Pointe mündet und das Programm beendet.

## Auszeichnungen
- 1981: Kleinkunstpreis Baden-Württemberg
- 1990: Ravensburger Kupferle
- 2017: Kleinkunstpreis Baden-Württemberg, Ehrenpreis
- 2021: Sebastian-Blau-Preis für schwäbische Mundart, Ehrenpreis

## Werke
- Häberle und Pfleiderer – zur Geschichte, Machart und Funktion einer populären Unterhaltungsreihe. Tübinger Vereinigung für Volkskunde, Tübingen 1992. ISBN 3-925340-77-7 (Untersuchungen des Ludwig-Uhland-Instituts der Universität Tübingen Band; 78. Zugleich Tübingen Universität Dissertation 1992).

## Diskografie
- Der Betriebsausflug. (LP) Die Aufnahmen entstanden im November 1986 bei einer Veranstaltung des Südwestfunk-Landesstudios Tübingen und der Reutlinger Kleinkunstbühne „Rappen“. C+P MerkTon Produktion und Verlag, 1987. Seite A: I Happy Radio II Der Betriebsausflug III Autobahngebühren IV Die Verwandlung (Für Gregor Samsa). Seite B: I Geli II Omas Geburtstag III Tag der offenen Tür IV Zugabe: Ein Witz

- Camillo (CD) Die Aufnahmen entstanden vom 24.–25. Februar 1997 im Esslinger Kabarett der „Galgenstricke“. C+P, 1997. I Stillender Vater (Für Vera B.) II Ein Heimatdichter III Schnäppchentour IV Der Freund V Bemerkungen eines politischen Verantwortungsträgers anläßlich einer nächtlichen Alkoholkontrolle am Straßenrand VI Fußballreportage VII Augen auf beim Scherzartikelkauf! Oder: Die Mängelrüge VIII Camillo

- Uli Keuler spielt … 1973–2003 (CD), Merkton, 2003. I Zuwiderhandelnde werden von unseren Saalordnern geschunkelt II Ein Ferngespräch III Der Ministerpräsident IV Kollegen V Volksbrauch Müllsortieren VI Pflanzensafari VII Kinder-Terminkalender VIII Zimmer zu vermieten IX Auf einer Langspielplatte

- … spielt LIVE (DVD)